# No se lo digas a nadie (película de 2006)
No se lo digas a nadie (título original: Ne le dis à personne) es una película francesa de 2006 del género suspense dirigida por Guillaume Canet y basada en la novela homónima de  Harlan Coben. El guion fue escrito por Guillaume Canet y Philippe Lefèbvre. 
El largometraje se estrenó el 1 de noviembre de 2006. Ganó cuatro categorías en los Premios César de 2007, incluyendo mejor director y mejor actor.
Miramax y Focus Features Intl. han comprado los derechos para la realización de un 'remake', que será producido por Kathleen Kennedy.

## Argumento
Alexandre Beck (François Cluzet) es un médico que muy lentamente intenta recuperar su vida después de que su esposa Margot (Marie-Josée Croze) fuera asesinada por un asesino en serie ocho años atrás.

## Recepción
No se lo digas a nadie fue un gran éxito tanto de crítica como en taquilla.
El oscarizado actor británico sir Michael Caine dijo de la película que era lo mejor que había visto en 2007, en el programa de la BBC Film 2007.
El guion tiene algunas diferencias respecto al libro. Por ejemplo, en la película se cambió el sexo del matón experto, así como la identidad del asesino. El autor del libro declaró en una entrevista que el final de la película había superado al de la novela.

### Resultados en taquilla
La película generó 17 millones de dólares durante sus primeras cuatro semanas en la taquilla francesa.

## Premios
| Fecha | Premio                                     | Categoría                              | Receptor(es)                           | Resultado |
| ----- | ------------------------------------------ | -------------------------------------- | -------------------------------------- | --------- |
| 2007  | Premios César                              | Mejor película                         |                                        | Nominada  |
| 2007  | Premios César                              | Mejor director                         | Guillaume Canet                        | Ganador   |
| 2007  | Premios César                              | Mejor actor                            | François Cluzet                        | Ganador   |
| 2007  | Premios César                              | Mejor actor secundario                 | André Dussollier                       | Nominado  |
| 2007  | Premios César                              | Mejor montaje                          | Hervé de Luze                          | Ganador   |
| 2007  | Premios César                              | Mejor música escrita para una película | Mathieu Chedid                         | Ganador   |
| 2007  | Premios César                              | Mejor fotografía                       | Christophe Offenstein                  | Nominado  |
| 2007  | Premios César                              | Mejor guion adaptado                   | Guillaume Canet Philippe Lefebvre      | Nominados |
| 2007  | Premios César                              | Mejor sonido                           | Pierre Gamet Jean Goudier Gérard Lamps | Nominados |
| 2007  | Étoiles d'Or                               | Mejor director                         | Guillaume Canet                        | Nominado  |
| 2007  | Étoiles d'Or                               | Mejor actor                            | François Cluzet                        | Ganador   |
| 2007  | Étoiles d'Or                               | Mejor guion                            | Guillaume Canet Philippe Lefebvre      | Nominados |
| 2007  | Étoiles d'Or                               | Mejor composición musical original     | Mathieu Chedid                         | Ganador   |
| 2007  | Prix Lumière                               | Mejor película                         |                                        | Ganadora  |
| 2007  | Prix Lumière                               | Premio del público                     |                                        | Ganadora  |
| 2007  | Prix Lumière                               | Mejor dirección                        | Guillaume Canet                        | Nominado  |
| 2007  | Prix Lumière                               | Mejor guion                            | Guillaume Canet Philippe Lefebvre      | Nominados |
| 2007  | Prix Lumière                               | Mejor actor                            | François Cluzet                        | Nominado  |
| 2007  | British Independent Film Awards            | Mejor película extranjera              |                                        | Nominada  |
| 2008  | London Critics Circle Film Awards          | Mejor película extranjera              |                                        | Nominada  |
| 2008  | Dallas-Fort Worth Film Critics Association | Mejor película extranjera              |                                        | Ganadora  |
| 2009  | Premios Edgar Allan Poe                    | Mejor película                         |                                        | Nominada  |